# Virgin Orbit
Virgin Orbit és una empresa estatunidenca aeroespacial dedicada al llançament de satèl·lits lleugers utilitzant el seu coet LauncherOne.

## Història
Virgin Orbit va ser fundada el 2017 per l'empresari britànic Richard Branson, que havia fundat prèviament l'aerolínia Virgin Atlantic, com una empresa especialitzada en llançaments de satèl·lits separada de l'empresa matriu aeroespacial Virgin Galactic.
Després d'un primer intent fallit el 2020 la companyia va aconseguir assolir òrbita i desplegar satèl·lits amb èxit el 17 de gener de 2021 amb el seu coet LauncherOne. Entre el 2020 i el 2023 la companyia va realitzar 6 llançaments, 4 dels quals amb èxit.
El gener de 2023, després del segon llançament fallit, la companyia no va poder aconseguir addicional. En conseqüència va acomiadar al 85% de la plantilla, cessant l'activitat el març i declarant-se en bancarrota a l'abril.
Virgin Orbit va anunciar el maig de 2023 que aturava del tot la seva activitat i que la major part dels seus actius s'havien venut a altres companyies. En destaca la compra de les seves instal·lacions i maquinària de producció per part de l'empresa competidora Rocket Lab. També del seu avió Boeing 747 modificat, emprat en els llançaments del seu coet, a Stratolaunch.